# برنویل
برنویل (به فرانسوی: Berneville) یک کمون در فرانسه است که در پا-دو-کاله واقع شده‌است. برنویل ۵٫۶۳ کیلومتر مربع مساحت دارد و ۹۱ متر بالاتر از سطح دریا واقع شده‌است.